# Tmarus punctatus
Tmarus punctatus är en spindelart som först beskrevs av Hercule Nicolet 1849.  Tmarus punctatus ingår i släktet Tmarus och familjen krabbspindlar. Inga underarter finns listade i Catalogue of Life.